# Gran Premi de França del 1966
Resultats del Gran Premi de França de Fórmula 1 de la temporada 1966, disputat al circuit de Reims-Gueux el 3 de juliol del 1966.

## Resultats
| Pos | No | Pilot           | Equip             | Voltes | Temps/ Retirada          | Pos. de sortida | Punts |
| --- | -- | --------------- | ----------------- | ------ | ------------------------ | --------------- | ----- |
| 1   | 12 | Jack Brabham    | Brabham - Repco   | 48     | 1h 48' 31. 3             | 4               | 9     |
| 2   | 22 | Mike Parkes     | Ferrari           | 48     | + 9.5 s                  | 3               | 6     |
| 3   | 14 | Denny Hulme     | Brabham - Repco   | 46     | + 2 Voltes               | 9               | 4     |
| 4   | 6  | Jochen Rindt    | Cooper - Maserati | 46     | + 2 Voltes               | 5               | 3     |
| 5   | 26 | Dan Gurney      | Eagle - Climax    | 45     | + 3 Voltes               | 14              | 2     |
| 6   | 44 | John Taylor     | Brabham - BRM     | 45     | + 3 Voltes               | 15              | 1     |
| 7   | 36 | Bob Anderson    | Brabham - Climax  | 44     | + 4 Voltes               | 12              |       |
| 8   | 8  | Chris Amon      | Cooper - Maserati | 44     | + 4 Voltes               | 7               |       |
| NC  | 42 | Guy Ligier      | Cooper - Maserati | 42     | No Classificat           | 11              |       |
| Ret | 2  | Pedro Rodríguez | Lotus - Climax    | 40     | Pèrdua d'oli             | 13              |       |
| NC  | 20 | Lorenzo Bandini | Ferrari           | 37     | No Classificat           | 1               |       |
| NC  | 30 | Jo Bonnier      | Brabham - Climax  | 32     | No Classificat           | 17              |       |
| Ret | 16 | Graham Hill     | BRM               | 13     | Motor                    | 8               |       |
| Ret | 38 | Jo Siffert      | Cooper - Maserati | 10     | Prob. amb el combustible | 6               |       |
| Ret | 32 | Mike Spence     | Lotus - BRM       | 8      | Embragatge               | 10              |       |
| Ret | 10 | John Surtees    | Cooper - Maserati | 5      | Prob. amb el combustible | 2               |       |
| Ret | 4  | Peter Arundell  | Lotus - BRM       | 3      | Caixa canvi              | 16              |       |

## Altres
- Pole: Lorenzo Bandini 2' 07. 8

- Volta ràpida: Lorenzo Bandini 2' 11. 3 (a la volta 30)